# Morti nel 1789
| Questa pagina contiene informazioni ricavate automaticamente dalle voci biografiche con l'ausilio del template Bio e di un bot. L'aggiornamento è periodico e automatico e ricostruisce completamente la pagina. Se manca una persona in questa lista, sei pregato di non aggiungerla, ma accertati piuttosto che la sua voce biografica contenga il template Bio e che i dati anagrafici siano correttamente compilati. Se il template Bio manca, inseriscilo tu stesso o, in alternativa, metti l'avviso {{tmp\|Bio}} che ne segnala la mancanza. Se i dati riportati sono sbagliati, correggi direttamente la voce biografica; le modifiche saranno visibili in questa lista entro pochi giorni. Per chiarimenti vedi il progetto biografie. La lista contiene solo le 133 persone che sono citate nell'enciclopedia e per le quali è stato implementato correttamente il template Bio. Pagina aggiornata al 26 giu 2025. |

## Gennaio(15)
- 4 gennaio - Thomas Nelson Jr., politico statunitense (n. 1738)
- 6 gennaio - Federico Guglielmo di Vestfalia, vescovo cattolico tedesco (n. 1727)
- 8 gennaio - Jack Broughton, pugile inglese (n. 1703)
- 8 gennaio - Ottaviano Cametti, matematico e religioso italiano (n. 1711)
- 10 gennaio - John Ledyhard, esploratore statunitense (n. 1751)
- 10 gennaio - Domenico Orsini d'Aragona, cardinale e principe italiano (n. 1719)
- 17 gennaio - Andrea Negroni, cardinale italiano (n. 1710)
- 20 gennaio - Jeremiah Meyer, pittore e miniaturista tedesco (n. 1735)
- 21 gennaio - Paul Erdmann Isert, botanico e zoologo tedesco (n. 1756)
- 22 gennaio - Filippo Ferrero della Marmora, politico e militare italiano (n. 1719)
- 23 gennaio - Nicolas Beauzée, grammatico francese (n. 1717)
- 23 gennaio - Frances Brooke, scrittrice inglese (n. 1724)
- 23 gennaio - John Cleland, scrittore inglese (n. 1709)
- 23 gennaio - Ja'far Khan, sovrano persiano
- 29 gennaio - Giovanni Francesco Pagnini, economista e storico italiano (n. 1714)

## Febbraio(9)
- 2 febbraio - Armand-Louis Couperin, compositore e organista francese (n. 1727)
- 3 febbraio - Nicolaus de Béguelin, fisico, scrittore e matematico svizzero (n. 1714)
- 12 febbraio - Ethan Allen, generale statunitense (n. 1738)
- 13 febbraio - Fortunato Bartolomeo De Felice, scrittore e editore italiano (n. 1723)
- 14 febbraio - Paolo Renier, politico e diplomatico italiano (n. 1710)
- 17 febbraio - Paolo Francesco Giustinian, arcivescovo cattolico italiano (n. 1715)
- 21 febbraio - Paul Henri Thiry d'Holbach, filosofo, enciclopedista e traduttore tedesco (n. 1723)
- 21 febbraio - Carlo Borromeo del Liechtenstein, generale austriaco (n. 1730)
- 21 febbraio - Natale Saliceti, medico italiano (n. 1714)

## Marzo(9)
- 6 marzo - Jean Chastel, francese (n. 1708)
- 11 marzo - Jozef Karol Hell, ingegnere e inventore slovacco (n. 1713)
- 13 marzo - Aleksandr Nikolaevič Stroganov, politico russo (n. 1740)
- 14 marzo - Amadio Baldanzi, presbitero e medico italiano (n. 1705)
- 23 marzo - Thomas Osborne, IV duca di Leeds, nobile, politico e magistrato inglese (n. 1713)
- 25 marzo - Julie von Voss, nobildonna tedesca (n. 1766)
- 26 marzo - Jacopo Belgrado, matematico, fisico e astronomo italiano (n. 1704)
- 29 marzo - Giovanni Corner, cardinale italiano (n. 1720)
- 31 marzo - Niccolò Ciafaglione, arcivescovo cattolico italiano (n. 1716)

## Aprile(5)
- 7 aprile - Abdül Hamid I, sultano ottomano (n. 1725)
- 11 aprile - Jean-André Lepaute, orologiaio francese (n. 1720)
- 24 aprile - Andrej Petrovič Šuvalov, politico russo (n. 1742)
- 26 aprile - Pëtr Ivanovič Panin, generale russo (n. 1721)
- 27 aprile - Anton Brugmans, fisico olandese (n. 1732)

## Maggio(11)
- 5 maggio - Giuseppe Baretti, critico letterario, traduttore e poeta italiano (n. 1719)
- 9 maggio - Jean-Baptiste Vaquette de Gribeauval, generale e ingegnere francese (n. 1715)
- 10 maggio - Sayed Murad Khan, sovrano persiano
- 13 maggio - Louis Archimbaud, compositore e organista francese (n. 1705)
- 15 maggio - Jean-Baptiste-Marie Pierre, pittore francese (n. 1714)
- 17 maggio - Marco Aurelio Balbis Bertone, vescovo cattolico italiano (n. 1725)
- 18 maggio - Paolo della Silva y Rido, nobile, politico e giurista italiano (n. 1691)
- 19 maggio - Giuseppe Bonito, pittore italiano (n. 1707)
- 21 maggio - John Hawkins, musicista, saggista e musicologo inglese (n. 1719)
- 25 maggio - Anders Dahl, botanico svedese (n. 1751)
- 30 maggio - Jacques-Philippe de Choiseul, generale francese (n. 1727)

## Giugno(7)
- 4 giugno - Luigi Giuseppe di Borbone-Francia, nobile francese (n. 1781)
- 6 giugno - Carlo Tommaso di Löwenstein-Wertheim-Rochefort, nobile tedesco (n. 1714)
- 7 giugno - Václav Jan Kopřiva, compositore e organista ceco (n. 1708)
- 12 giugno - Jean-Étienne Liotard, pittore svizzero (n. 1702)
- 14 giugno - Johann Wilhelm Hertel, compositore, clavicembalista e violinista tedesco (n. 1727)
- 14 giugno - Tommaso Temanza, architetto, ingegnere idraulico e scrittore italiano (n. 1705)
- 24 giugno - Nicole d'Oliva, francese (n. 1761)

## Luglio(11)
- 3 luglio - Jakob Bernoulli II, matematico svizzero (n. 1759)
- 4 luglio - Cláudio Manuel da Costa, poeta e musicista brasiliano (n. 1729)
- 4 luglio - Cristiano Alberto di Hohenlohe-Langenburg, nobile tedesco (n. 1726)
- 10 luglio - Francisco Preciado de la Vega, pittore spagnolo (n. 1712)
- 11 luglio - Victor Riqueti de Mirabeau, economista francese (n. 1715)
- 14 luglio - Bernard-René Jourdan de Launay, nobile e militare francese (n. 1740)
- 15 luglio - Jacques Duphly, clavicembalista, organista e compositore francese (n. 1715)
- 16 luglio - Domenico Caracciolo, diplomatico e politico italiano (n. 1715)
- 27 luglio - Nicolas Le Camus de Mézières, architetto e teorico dell'architettura francese (n. 1721)
- 27 luglio - William Savage, compositore, organista e cantante inglese (n. 1720)
- 30 luglio - Giovanna Bonanno, serial killer italiana (n. 1713)

## Agosto(5)
- 5 agosto - Biagio Bellotti, pittore, architetto e organista italiano (n. 1714)
- 14 agosto - Friedrich von Knaus, orologiaio e inventore tedesco (n. 1724)
- 18 agosto - Giovanni Morosini, vescovo cattolico italiano (n. 1719)
- 22 agosto - Johann Heinrich Tischbein il Vecchio, pittore tedesco (n. 1722)
- 29 agosto - Charles-Louis Loys de Cheseaux, storico svizzero (n. 1730)

## Settembre(8)
- 4 settembre - Catherine Ponsonby, nobildonna inglese (n. 1742)
- 7 settembre - Tommaso Silvestri, presbitero e educatore italiano (n. 1744)
- 8 settembre - Marie Thérèse Sophie Richard de Ruffey, nobile francese (n. 1754)
- 11 settembre - Luca Sorgo, compositore dalmata (n. 1734)
- 12 settembre - Franz Xaver Richter, compositore ceco (n. 1709)
- 20 settembre - Giuseppe Fedele Vitale, letterato, medico e presbitero italiano (n. 1734)
- 21 settembre - George Read, politico e avvocato statunitense (n. 1733)
- 29 settembre - Annibale degli Abati Olivieri, archeologo e numismatico italiano (n. 1708)

## Ottobre(10)
- 1º ottobre - Girolamo Grimaldi, diplomatico e politico italiano (n. 1710)
- 6 ottobre - Jean-François Pagès des Huttes, nobile e militare francese (n. 1753)
- 6 ottobre - François Rouph de Varicourt, nobile e militare francese (n. 1760)
- 6 ottobre - Cecilia Young, soprano inglese (n. 1712)
- 12 ottobre - Giovanni Maria Riminaldi, cardinale italiano (n. 1718)
- 17 ottobre - Carlo Giorgio Lebrecht di Anhalt-Köthen, principe (n. 1730)
- 17 ottobre - Pietro Antonio Balestra, pittore italiano (n. 1711)
- 20 ottobre - Anne Lennox, nobildonna britannica (n. 1703)
- 22 ottobre - George Waldegrave, IV conte Waldegrave, nobile e ufficiale inglese (n. 1751)
- 30 ottobre - Pasquale Bondini, basso e impresario teatrale italiano

## Novembre(11)
- 5 novembre - Giovanni I Nepomuceno di Schwarzenberg, nobile e imprenditore boemo (n. 1742)
- 7 novembre - Mario Lupo, storico, bibliotecario e religioso italiano (n. 1720)
- 8 novembre - Giovanni Antonio Battarra, naturalista e micologo italiano (n. 1714)
- 10 novembre - Richard Caswell, politico e avvocato statunitense (n. 1729)
- 11 novembre - Charles-Georges Le Roy, enciclopedista francese (n. 1723)
- 17 novembre - Charlotte Stuart, duchessa di Albany, nobile scozzese (n. 1753)
- 19 novembre - Maria Anna d'Asburgo-Lorena, badessa (n. 1738)
- 21 novembre - Gerolamo Dandolfi, vescovo cattolico italiano (n. 1722)
- 22 novembre - Friederike Sophie Seyler, attrice teatrale e librettista tedesca
- 24 novembre - Pedro de Alcántara Fernández de Córdoba y Moncada, nobile spagnolo (n. 1730)
- 28 novembre - Friedrich August Krubsacius, architetto tedesco (n. 1718)

## Dicembre(9)
- 3 dicembre - Claude Joseph Vernet, pittore e incisore francese (n. 1714)
- 14 dicembre - Étienne Jeaurat, pittore e incisore francese (n. 1699)
- 22 dicembre - George Clavering-Cowper, III conte Cowper, nobile e politico inglese (n. 1738)
- 23 dicembre - Charles-Michel de l'Épée, presbitero e educatore francese (n. 1712)
- 24 dicembre - Gregorio Salvini, politico, presbitero e scrittore italiano (n. 1696)
- 25 dicembre - Lorenzo Peracino, pittore italiano (n. 1710)
- 28 dicembre - Auguste-Denis Fougeroux de Bondaroy, botanico francese (n. 1732)
- 30 dicembre - Maximilian Prokop von Toerring-Jettenbach, vescovo cattolico tedesco (n. 1739)
- 30 dicembre - Raya Raghunatha Tondaiman, indiano (n. 1738)

## Senza giorno specificato(23)
- Filippo Arena, botanico italiano (n. 1708)
- Giovanni Baldanza, librettista italiano (n. 1708)
- Matteo Barbieri, presbitero e matematico italiano (n. 1743)
- Ivan Archipovič Berseniev, incisore russo (n. 1762)
- Petrus Camper, anatomista olandese (n. 1722)
- Timothy Cunningham, avvocato britannico
- Ivan Aleksandrovič Dekolong, generale e nobile russo (n. 1716)
- Filippo Salvatore Gilij, linguista italiano (n. 1721)
- Francesco Giovannelli, organaro italiano
- Françoise Marguerite Janiçon, scrittrice svedese (n. 1711)
- Jean-Paul Spesoller de Latour, tenore francese
- Francesco Ottavio Magnocavalli, architetto e scrittore italiano (n. 1707)
- Giacomo Merchi, chitarrista italiano (n. 1730)
- Lorenzo Mosca, militare e scultore italiano
- James Paine, architetto inglese (n. 1717)
- Francisco Palou, religioso e missionario spagnolo (n. 1722)
- Francesco Aleramo Provana del Sabbione, politico italiano
- Giovenale Sacchi, religioso e musicologo italiano (n. 1726)
- Barrimore Matthew St. Leger, militare britannico (n. 1733)
- Giuseppe Vernaccini, giurista italiano (n. 1737)
- Thomas Walter, botanico statunitense (n. 1740)
- Claude Yvon, abate, teologo e enciclopedista francese (n. 1714)
- Angélique du Coudray, divulgatrice scientifica e scrittrice francese (n. 1714)